# Delphinium ursinum
Delphinium ursinum är en ranunkelväxtart som beskrevs av Karl Heinz Rechinger. Delphinium ursinum ingår i släktet storriddarsporrar, och familjen ranunkelväxter. Inga underarter finns listade i Catalogue of Life.